# Rovieng (huyện)
Rovieng là một huyện (srok) thuộc tỉnh Preah Vihear, phía bắc Campuchia. Theo thống kê năm 1998, dân số toàn huyện là 26.552 người.